# Thanh Mỹ, Đồng Tháp
Thanh Mỹ là một xã thuộc tỉnh Đồng Tháp, Việt Nam.

## Địa lý
Xã Thanh Mỹ có vị trí địa lý:
- Phía đông giáp xã Mỹ Thiện.
- Phía đông bắc giáp xã Đốc Binh Kiều.
- Phía đông nam giáp xã Mỹ Lợi.
- Phía tây giáp xã Bình Hàng Trung.
- Phía tây bắc giáp xã Mỹ Quí.
- Phía tây nam giáp xã Mỹ Hiệp.
- Phía nam giáp xã Thanh Hưng.
- Phía bắc giáp xã Tháp Mười.

Xã có diện tích 93,15 km², dân số năm 2025 là 33.096 người, mật độ dân số đạt 355 người/km².

## Lịch sử
Quyết định số 4-CP ngày 05 tháng 01 năm 1981 của Hội đồng Chính phủ, chia huyện Cao Lãnh thành hai huyện lấy tên là huyện Cao Lãnh và huyện Tháp Mười, xã Thanh Mỹ thuộc huyện Tháp Mười.
Quyết định số 36-HĐBT ngày 06 tháng 03 năm 1984 của Hội đồng Bộ trưởng, giải thể 4 xã Mỹ Hoà, Đốc Binh Kiều, Mỹ An, Thanh Mỹ để thành lập 6 xã và một thị trấn mới là xã Mỹ Hoà, Tân Kiều, Đốc Binh Kiều, Phú Điền, Thanh Mỹ, Mỹ An và thị trấn Mỹ An.
Ngày 16 tháng 6 năm 2025, Ủy ban Thường vụ Quốc hội ban hành Nghị quyết số 1663/NQ-UBTVQH15 về việc sắp xếp các đơn vị hành chính cấp xã của tỉnh Đồng Tháp năm 2025. Theo đó, sắp xếp toàn bộ diện tích tự nhiên, quy mô dân số của xã Phú Điền và Thanh Mỹ thành xã mới có tên gọi là xã Thanh Mỹ.
Sau khi sáp nhập, xã Thanh Mỹ có 93,15 km² diện tích tự nhiên và dân số 33.096 người.

## Ảnh

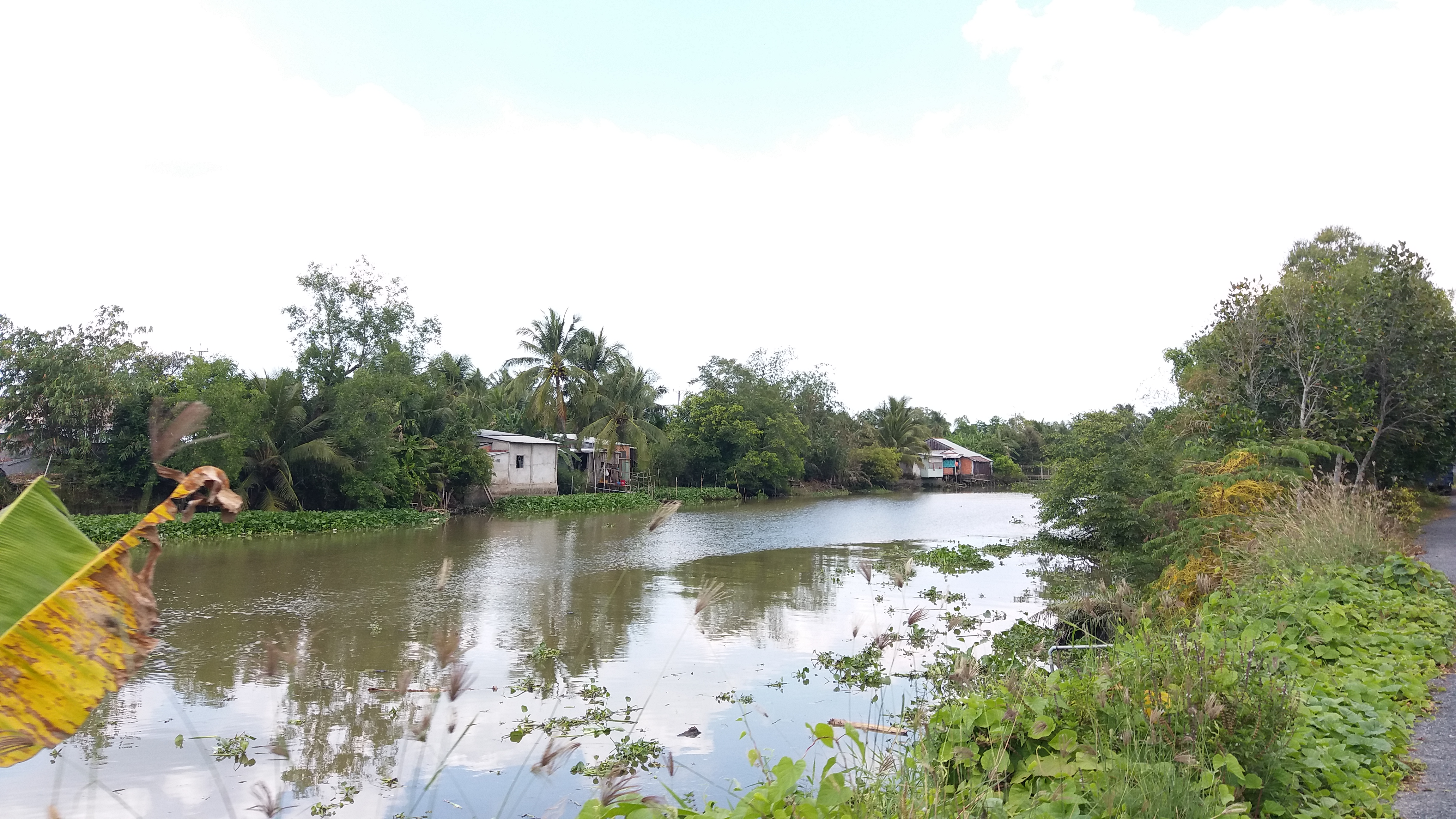
Con kênh giữa xã Mỹ Lợi và xã Thanh Mỹ.